# 9 Batalion Inżynieryjny (USA)
9 Batalion Inżynieryjny (ang. 9th Engineer Battalion) – batalion inżynieryjny armii Stanów Zjednoczonych, aktualnie w składzie 2 Pancernej Brygadowej Grupy Bojowej 3 Dywizji Piechoty.

## Historia
9 Batalion Inżynieryjny został utworzony 15 maja 1917 w Armii Zwykłej jako 2 konny batalion inżynieryjny. Batalion został zorganizowany 21 maja 1917 w Camp Newton D. Baker w El Paso w Teksasie, gdzie spędził pierwsze lata swojej historii, służąc w Camp Stewart w Teksasie. 27 listopada 1917 jednostka została przydzielona do 15 Dywizji Kawalerii.
22 maja 1919, po zakończeniu I wojny światowej batalion został zwolniony z przydziału do 15 Dywizji Kawalerii i 1 października 1921 został inaktywowany w Fort Sam Houston w Teksasie. Kompania A batalionu została przeniesiona do Fort Riley w Kansas i 24 marca 1923 została przydzielona do 2 Dywizji Kawalerii w celu zapewnienia szkolenia oraz wsparcia inżynieryjnego szkoły kawalerii w latach 1923–1930. Tam 19 kwietnia 1930 została dezaktywowana.
Po wybuchu II wojny światowej batalion został aktywowany 1 listopada 1941 w Fort Riley. 15 lipca 1942 został zreorganizowany i przeprojektowany w 9th Armored Engineer Battalion i jednocześnie zwolniony z przydziału do 2 Dywizji Kawalerii i przydzielony do 9 Dywizji Pancernej. We wrześniu 1944 z tymczasowej bazy w Anglii batalion przeniesiony został do Francji, gdzie zabezpieczał przemieszczanie się 9 Dywizji na obszarze całego kraju. W rejonie Schoenfels-Wilwerdange-Bissen batalion nawiązał pierwszy kontakt z wrogiem. W grudniu 1944 wziął udział w bitwie o wybrzuszenie. Kompania C batalionu wyróżniła się podczas obrony Bastogne, za co została nagrodzona Distinguished Unit Citation.
7 marca Amerykanie z 9 Dywizji Pancernej wykorzystując sprzyjający im zbieg okoliczności zajęli jedyny niewysadzony most na Renie w mieście Remagen. Niewielki oddział Kompanii B pod ostrzałem wroga przeciął druty i rozebrał ładunki wybuchowe zainstalowane w celu zniszczenia mostu. Pomimo zdetonowania kilku ładunków most ocalał, a Kompania B zabezpieczyła drugą stronę przyczółka. Następnego dnia Kompania C utrzymała most przejezdny, pomimo ciągłego i intensywnego ataku artylerii i samolotów, który nadwyrężył konstrukcję mostu. W ciągu następnych dziesięciu dni sześć dywizji i 25 tys. żołnierzy amerykańskich ustanowiło przyczółek po wschodniej stronie rzeki. 22 marca Most Ludendorffa zawalił się wskutek niemieckich bombardowań.
Po kapitulacji Niemiec żołnierze 9 batalionu zorganizowali stanowisko dowodzenia w bawarskim mieście Bayreuth, kompania A rozlokowała się w Coburgu, kompania B w Kulmbach, a kompania C w Hof. Pod koniec 1945 batalion opuścił Niemcy, a po powrocie do USA 13 października 1945 został inaktywowany w Camp Patrick Henry w stanie Wirginia.
17 grudnia 1951 batalion został przeprojektowany w 9th Engineer Combat Battalion i zwolniony z przydziału do 9 Dywizji Pancernej. Następnie 21 stycznia 1952 w Fort Lewis w stanie Waszyngton został aktywowany. Jednostka została ponownie przeprojektowana 10 czerwca 1953 w 9 batalion inżynieryjny, który jesienią 1956 zastąpił 35 batalion w Kitzingen w Niemczech, a w ciągu kolejnego roku przeprowadził się do Aschaffenburga.
9 batalion inżynieryjny powrócił do walki w 1990 roku wspierając operację Pustynna Tarcza, a następnie w 1991 roku uczestniczył w operacji Pustynna Burza, przeprowadzając 1 Dywizję Piechoty przez pustynię i pomagając w wyzwoleniu Kuwejtu. Po zakończeniu misji i powrocie do Aschaffenburga w Niemczech, 16 października 1991 został przydzielony do 3 Dywizji Piechoty. 15 sierpnia 1992 batalion został dezaktywowany i zwolniony z przydziału do 3 Dywizji Piechoty. 16 lutego 1996 ponownie został przydzielony do 1 Dywizji Piechoty i aktywowany w Schweinfurt w Niemczech. W październiku 1996 rozlokował się z 2 Brygadą 1 Dywizji Piechoty w ramach Sił Stabilizacyjnych NATO osłaniających operacje Joint Endeavour i Joint Guard w Bośni i Hercegowinie. Batalion powrócił do Schweinfurt w kwietniu 1997.
W czerwcu 1999 batalion został rozmieszczony w Kosowie jako część zespołu zadaniowego Falcon, do Schweinfurt powrócił w grudniu 1999 roku.